# Härryda opolitiska pensionärsparti
Härryda opolitiska pensionärsparti var ett lokalt politiskt parti som var registrerat för val till kommunfullmäktige i Härryda kommun. Partiet var representerat i Härryda kommunfullmäktige under mandatperioden 1991/1994.